# Néstor Ortiz
Néstor Ortiz Mena (Turbo, 20 settembre 1968) è un ex calciatore colombiano, di ruolo difensore.

## Caratteristiche tecniche
Giocava come difensore.

## Carriera

### Club
Iniziò a giocare nel Fútbol Profesional Colombiano con la maglia dell'Once Caldas di Manizales, dove giocò fino al 1996; nel 1997 si trasferì al Deportes Tolima, che era approdato alla prima divisione nel 1994. Nel 2003 passò per l'Independiente Santa Fe prima di trasferirsi in Venezuela, prima al Carabobo Fútbol Club, con il quale partecipò alla Copa Sudamericana 2004, e successivamente al Deportivo Anzoátegui, dove si ritirò nel 2007, a 39 anni.

### Nazionale
Con la Colombia ha giocato otto partite dal 1994 al 1996, prendendo parte al campionato del mondo 1994.